# Thaumasia abrahami
Thaumasia abrahami är en spindelart som beskrevs av Cândido Firmino de Mello-Leitão 1948. 
Thaumasia abrahami ingår i släktet Thaumasia och familjen vårdnätsspindlar. Artens utbredningsområde är Guyana. Inga underarter finns listade i Catalogue of Life.